# Municipio de Jackson (condado de Seneca)
El municipio de Jackson (en inglés: Jackson Township) es un municipio ubicado en el condado de Seneca en el estado estadounidense de Ohio. En el año 2010 tenía una población de 1512 habitantes y una densidad poblacional de 16,82 personas por km².

## Geografía
El municipio de Jackson se encuentra ubicado en las coordenadas 41°12′47″N 83°21′36″O / 41.21306, -83.36000. Según la Oficina del Censo de los Estados Unidos, el municipio tiene una superficie total de 89.89 km², de la cual 89,89 km² corresponden a tierra firme y (0 %) 0 km² es agua.

## Demografía
Según el censo de 2010, había 1512 personas residiendo en el municipio de Jackson. La densidad de población era de 16,82 hab./km². De los 1512 habitantes, el municipio de Jackson estaba compuesto por el 96,76 % blancos, el 0,79 % eran afroamericanos, el 0,46 % eran amerindios, el 0,4 % eran asiáticos, el 0,46 % eran de otras razas y el 1,12 % eran de una mezcla de razas. Del total de la población el 4,83 % eran hispanos o latinos de cualquier raza.